# Nicasio de Reims
Nicasio de Reims (fallecido en el siglo V) fue el undécimo obispo de Reims, Francia, y un santo de la Iglesia católica. Es venerado como el santo patrón de la ciudad de Reims.
Fundó en la ciudad una iglesia consagrada a la Virgen María, sobre cuyos vestigios se encuentra en la actualidad la Catedral de Reims. Fue asesinado en la primera mitad del siglo V por invasores bárbaros, que podrían haber sido los vándalos o los hunos, según las distintas fuentes. También fueron asesinados su hermana, santa Eutropia, y sus diáconos san Jucundo y san Florencio.
De acuerdo a la leyenda, representada en el tímpano del portal de los santos de la Catedral de Reims, después de haber sido decapitado, él mismo recogió su cabeza y la llevó hasta el lugar de su tumba, por lo que en ocasiones es representado como un santo cefalóforo. Su festividad se realiza el 14 de diciembre.

## Patronazgo
En España:
- Patrón de Camuñas
- Patrón de Novillas
- Patrón de Priego de Córdoba
- Copatrón de Torrelaguna
- Copatrón de Leganés